# Società Sportiva Juventus Roma
La Società Sportiva Juventus Roma fu una società polisportiva di Roma, fondata il 2 giugno 1905 e principalmente attiva nel calcio.
Si ritiene che sia il nome che i colori sociali - nero con colletto e risvolti bianchi - fossero ispirati a quelli della Juventus di Torino che, all'epoca, aveva da poco vinto il suo primo titolo nazionale.
Il primo campo di gioco fu la piazza d'Armi della Capitale, e i suoi tifosi appartenevano prevalentemente ai rioni popolari Monti ed Esquilino. Altra disciplina in cui la Juventus era competitiva, oltre al calcio, era il pugilato; nel dopoguerra vi fu anche una brevissima parentesi nel rugby.

## Storia
Nel 1907 il club prese parte al neonato Campionato romano organizzato dalla C.S. Virtus. Il torneo era strutturato su due categorie, e la Juventus disputò, e vinse, quello di seconda categoria, precedendo le squadre riserve di Lazio e F.B.C. Roma.

Una formazione della Juventus Roma

Nel 1909-10 prese parte al Campionato Romano di Terza Categoria nel quale arrivò 3ª su quattro partecipanti. Nei successivi due campionati romani la squadra si classificò seconda (1910-11) e terza (1911-12). Nello stesso periodo fu rinforzata dai calciatori provenienti da un'altra antica squadra romana, la succitata Virtus, che, nata nel 1903 a seguito di una scissione interna alla Lazio, si era sciolta nel 1910.
Nel 1912 la FIGC, per dare una patente di nazionalità al torneo di Massima Serie (a cui partecipavano allora solo le squadre del Nord) decise di innalzare i Tornei Regionali del Sud di III Categoria a tornei regionali di I Categoria. I vincitori dei tre gironi regionali Meridionali (Toscano, Laziale e Campano) di I Categoria si sarebbero poi sfidate nelle Finali del Torneo del Sud la cui vincente avrebbe sfidato i "Campioni del Nord" in una finale-scudetto.
Nel 1912-13, proprio in ragione di tale riforma dei campionati, avvenne quindi il debutto della Juventus in massima serie. Sia nella stagione d'esordio che in quelle successive la squadra romana non riuscì però mai a superare le eliminatorie regionali pur sfiorando spesso la qualificazione alla fase finale del Torneo del Sud (rinominato a partire dalla stagione 1921-22 in Lega Sud); come migliore risultato vi fu il secondo posto in 1912-13. Nel periodo bellico la S.S. Juventus Romana partecipò e vinse il Campionato Romano 1918-19, organizzato su due gironi d tre squadre con eventuale finale tra le vincenti dei gironi e svolto ad aprile 1919. Vi partecipano Lazio, Romana e Juventus Audax da una parte; Audace Roma, Fortitudo e Pro Roma dall'altra. Il titolo va alla Juventus Audax che fa valere la propria differenza reti nel doppio confronto di finale con la Fortitudo.

L'albero genealogico dell'AS Roma

Nel 1919, nel primo dopoguerra, la S.S. Juventus si fuse con l'Audax Roma, cambiando denominazione in Circolo Romano Juventus Audax; la nuova società trasferì il suo campo di gioco alla Farnesina e la sede sociale in via Napoli (Viminale). Alcuni soci, contrari a tale fusione, si staccarono dalla nuova società e confluirono nell'Alba. Dopo la fusione la Juventus Audax disputò alcune ottime stagioni, arrivando terza nel girone laziale nel 1920-21 e seconda nel 1921-22.
In seguito la Juventus Audax declinò e dopo due stagioni chiuse al quinto posto nel girone laziale la squadra retrocedette. Nell'autunno 1924 la società calcistica si sciolse e i suoi giocatori furono svincolati. Secondo alcune fonti, fu assorbita dalla Fortitudo Roma. Già nel 1923 tuttavia i soci bianconeri contrari all'unione con l'Audax avevano rifondato la società originaria, riprendendone anche il nome subito dopo lo scioglimento del C.R.J.A.: Società Sportiva Juventus.
La rinata Juventus risalì rapidamente le categorie, fino a partecipare al Campionato Meridionale 1928-1929, al termine del quale retrocedette nella Seconda Divisione 1929-1930.
Successivamente fu rifondata con la denominazione di La Disperata e nella stagione 1942-1943 vinse il campionato laziale di Prima Divisione conquistando così la promozione in Serie C che tuttavia non disputò per la sospensione bellica. Il successo conseguito le valse comunque l'ammissione a pieno titolo al Campionato romano di guerra di Divisione Nazionale, sia nell'edizione 1943-1944 (dove arrivò 5ª) che in quella 1944-1945, dove si piazzò 4ª, stazionandosi per due giornate in testa solitaria e aggiudicandosi anche il platonico titolo di campione d'inverno a discapito delle più blasonate Roma e Lazio. Tra la quarta e la quinta giornata d'andata del campionato romano 1943-1944 il Gruppo Sportivo La Disperata cambiò la propria denominazione in Società Sportiva Juventus. Storica fu l'amichevole disputata allo Stadio Nazionale il 18 marzo 1945 contro gli inglesi del Derby County. Il match terminò con la vittoria inglese per 2 a 1. Nel 1945 ricomparve nel calcio in Serie C Sud, per fondersi definitivamente con l'ALMAS nel 1946.
La società partecipò anche, con una propria estemporanea sezione rugbistica, al girone romano della prima edizione di campionato del dopoguerra (1946), giungendo terza dopo Rugby Roma e Olimpic ’44.